# Aeroporto Internazionale del Kuwait
L'aeroporto internazionale del Kuwait è un aeroporto situato a 15.5 km a sud di Al Kuwait nello Stato del Kuwait.
L'aeroporto è hub per le compagnie aeree Jazeera Airways, Kuwait Airways, LoadAir e Wataniya Airways.